# Varbla
Varbla (em estoniano:  Varbla vald) é um município rural estoniano localizado na região de Pärnumaa.